# Юнгберг, Йёта
Йёта Юнгбер (швед. Göta Albertina Ljungberg, 4 октября 1893 — 28 июня 1955) — шведская оперная певица (сопрано). Наиболее известна исполнением партий в операх Рихарда Вагнера.

## Биография
Йёта родилась в 1893 г. в Сундсвалле. Её родителями были Карл Магнус Петерссон и Эмма Матильда Олссон.
Она училась пению в Королевской музыкальной академической консерватории в 1912—1913 гг., её преподавателями были Йиллис Братт и Сара Кайер. Своё обучение она продолжила в Милане и Берлине. Она впервые выступила в Королевской опере в 1917 г., исполнив роль Гутруны в опере «Гибель богов» Вагнера. В дальнейшем она была одной из ведущих певиц в Королевской опере до 1926 г., когда начала международную карьеру, выступая на главных оперных сценах Европы и Америки.
Йёта получила признание как за певческий талант, так и актёрское мастерство. В Берлинской опере она пела в операх Вагнера, в «Тоске» Пуччини, «Сельской чести» Масканьи, «Электре» Штрауса, а также в мюзиклах.
Её выступления в Ковент-Гардене началось в 1924 г. с роли Зиглинды в цикле опер «Кольцо нибелунга» под руководством Бруно Вальтера. В дальнейшем она исполняла главные роли в операх «Саломея» Штрауса, «Парсифаль» Вагнера, «Тоске» и «Тангейзере». В период 1932—1935 гг. Йёта работала в «Метрополитен-опере», исполняя партии в вагнеровских операх, в том числе «Тристане и Изольде». В 1940—1942 гг. выступала с концертами в Южной Америке.
Проблемы с голосом вынудили Йёту в 1937 г. завершить певческую карьеру, хотя в 1938 г. она дала концерт в Копенгагене, а в 1950 г. — в Нью-Йорке. С 1945 г. она преподавала пение в Нью-Йоркском музыкальном колледже.
В 1932 г. за свои заслуги Йёта была награждена медалью Литературы и искусств.
В 1922—1929 гг. Йёта была замужем за режиссёром Гарри Стангенбергом. Умерла в 1955 г. в Лидингё.